# Trường Trung học cơ sở Trần Bội Cơ
Trường Trung học cơ sở Trần Bội Cơ (tiếng Trung: 陳佩姬中學) là một trường trung học tại Quận 5, Thành phố Hồ Chí Minh.

## Vị trí
Trường Trần Bội Cơ có địa chỉ tại số 266 đường Hải Thượng Lãn Ông, Phường 14, Quận 5, nằm trong khuôn viên Hội quán Nhị Phủ của người Hoa gốc Phúc Kiến tại Thành phố Hồ Chí Minh.

## Lịch sử

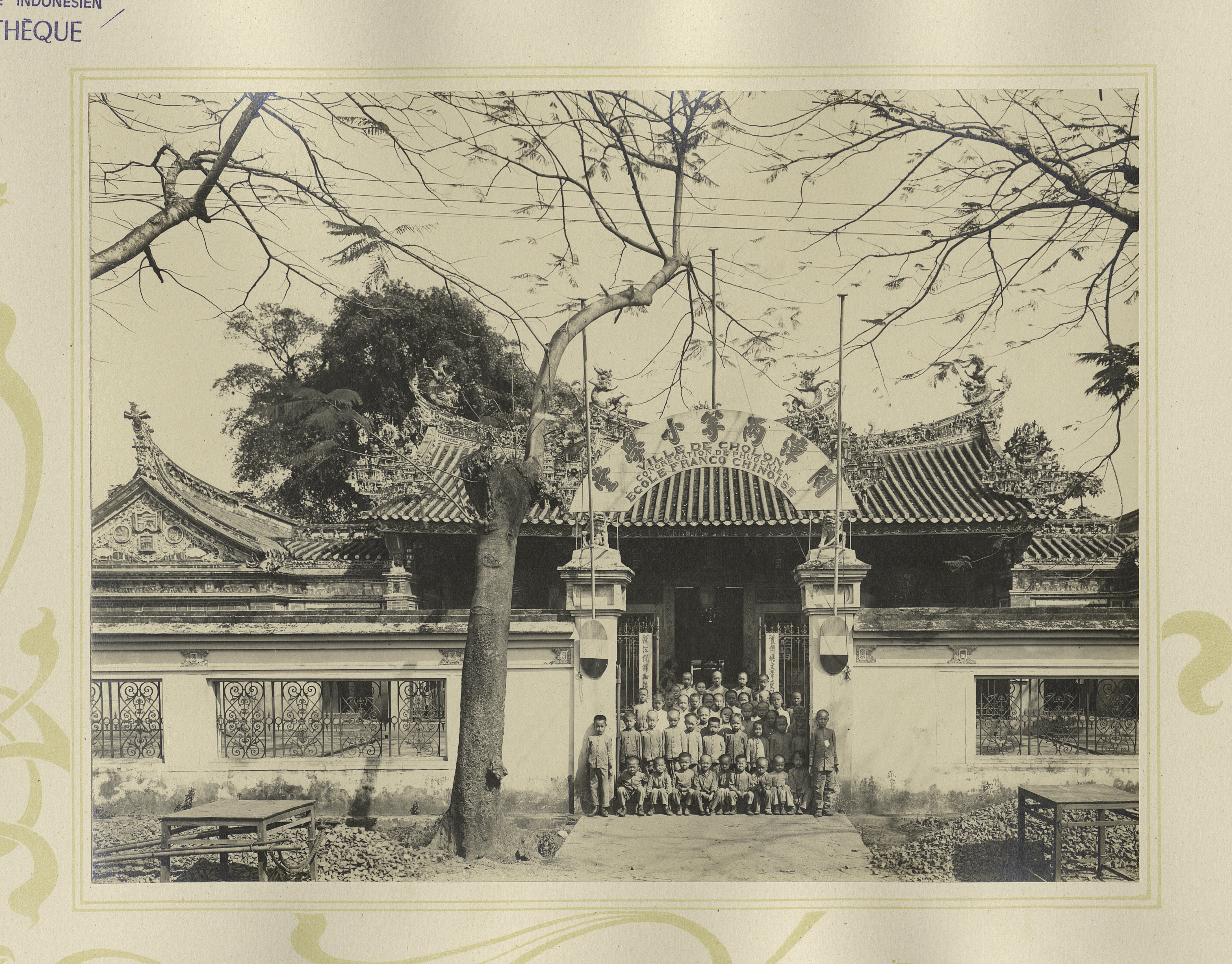
Trường Mân Chương tại Hội quán Hà Chương vào năm 1908

Năm 1908, hai người đàn ông tên Tạ Mã Điền và Tào Doãn Trạch cùng với một số người Hoa gốc Phúc Kiến khác tại Chợ Lớn thành lập Trường Tiểu học Mân Chương, cơ sở đặt tại Hội quán Hà Chương. Tuy nhiên đến năm 1923, cơ sở không còn đáp ứng được số lượng học sinh ngày càng đông nên hai Hội quán Hà Chương và Ôn Lăng quyết định đóng cửa trường Mân Chương và xây dựng một ngôi trường mới cho học sinh Phúc Kiến. Ngôi trường được hoàn thành vào năm 1924, nằm trong khuôn viên Hội quán Nhị Phủ. Vì có vị trí nằm bên cạnh Hội quán nên rất nhiều thế hệ học sinh trường Trần Bội Cơ đã gắn bó và có nhiều kỷ niệm với cơ sở thờ tự này.
Năm 1940, trường Phúc Kiến có thêm bậc trung học. Ngày 5 tháng 5 năm 1950, nhà cầm quyền Thực dân Pháp đã ra lệnh giải thể các lớp cấp 3 của trường Phúc Kiến, khiến giới học sinh và phụ huynh đã đứng ra kêu gọi phản đối lệnh giải thể này. Trần Bội Cơ, một nữ sinh người Hoa gốc Phúc Kiến từng học tại ngôi trường đã thiệt mạng vào tháng 6 năm 1950 sau khi bị tra tấn vì là người lãnh đạo một phong trào đấu tranh chống lại thực dân Pháp của học sinh, sinh viên khắp các trường ở Sài Gòn – Chợ Lớn, trong đó có học sinh trường Phúc Kiến.

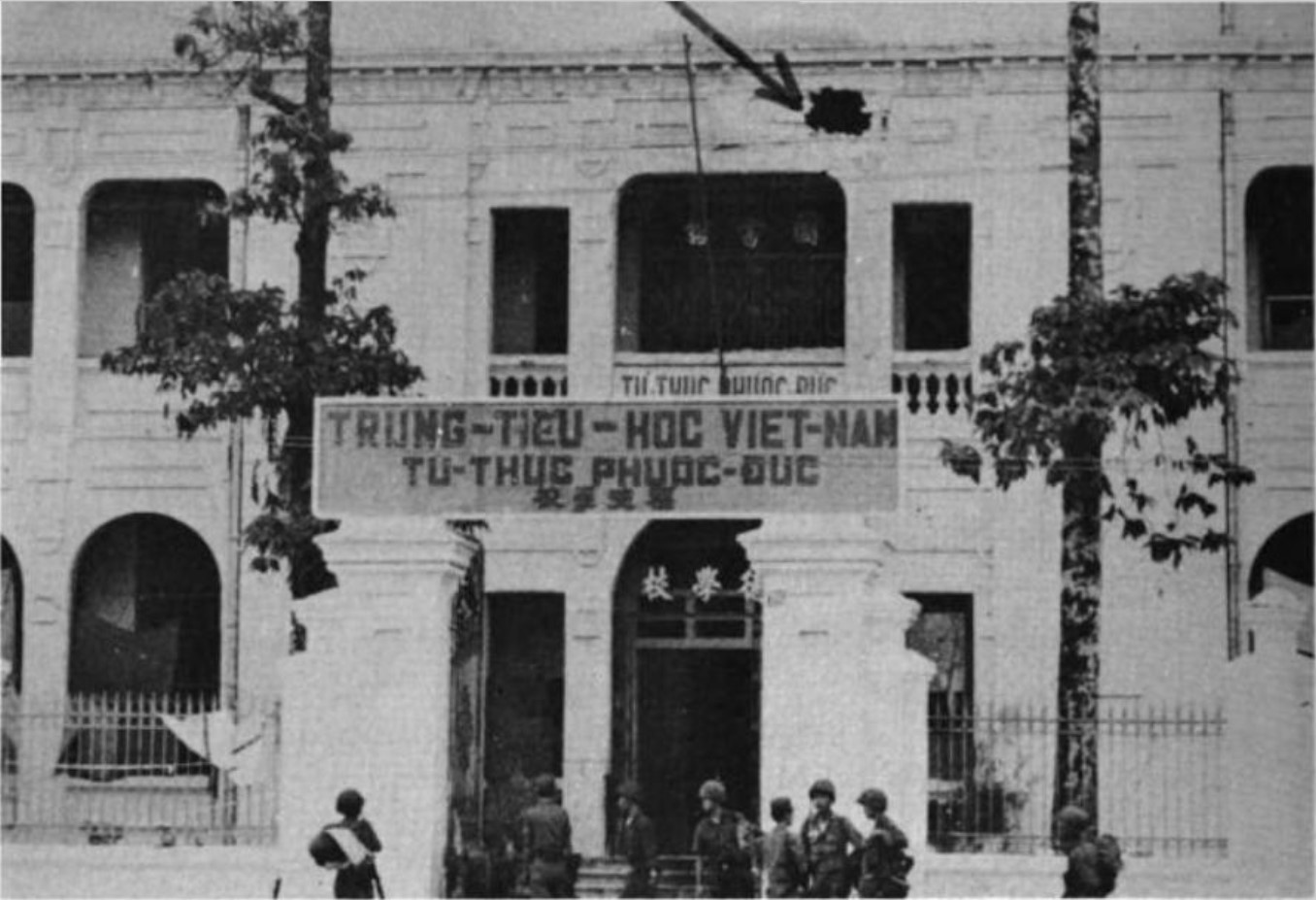
Hiện trường vụ việc bắn nhầm rocket vào trường Phước Đức, khiến cho tường trên tầng hai của trường bị thủng một lỗ

Đến năm 1956, trường có 27 lớp tiểu học, 10 lớp trung học với hơn 2.300 học sinh và 60 giáo viên, cán bộ. Ngoài ra trường còn mở các lớp học ban đêm với hơn 300 học sinh. Năm 1959, do chính quyền tổng thống Ngô Đình Diệm ban hành Chính sách Hoa kiều nên trường phải đổi tên thành trường tư thục Phước Đức. Trong Sự kiện Tết Mậu Thân năm 1968, trường Phước Đức là nơi diễn ra sự cố bắn rocket nhầm mục tiêu gây ra bởi một chiếc trực thăng UH-1 của Mỹ, khiến cho Đô trưởng Sài Gòn Văn Văn Của bị trọng thương, cùng với đó là sáu sĩ quan cấp cao và cảnh sát trưởng thành phố thiệt mạng khi đang thị sát mặt trận Chợ Lớn. Khi đó, ngôi trường này được dùng làm địa điểm chỉ huy quân sự. Vụ bắn nhầm được coi là sự cố bắn nhầm đồng minh nghiêm trọng nhất thời kỳ chiến tranh Việt Nam và đã khiến cho truyền thông Mỹ "chấn động". Nhiều tờ báo của nước này đã nhanh chóng đưa vụ việc lên trang nhất. Sự kiện trên đã khiến trường Phước Đức bị tàn phá nghiêm trọng. Đến năm 1970, trường được tu sửa và xây thêm tòa nhà 6 tầng, tăng thêm 48 phòng học và các phòng chức năng.
Sau năm 1975, trường mang tên Trần Bội Cơ cho đến nay. Lễ khai giảng năm học 2022-2023, trường Trần Bội Cơ đã đạt chứng nhận đạt tiêu chuẩn chất lượng giáo dục cấp độ 1. Tính tới năm học này, trường Trần Bội Cơ có hơn 2.100 học sinh, số học sinh người Hoa chiếm khoảng một nửa. Toàn trường có tất cả 60 lớp học, trong đó có 8 lớp chuyên tiếng Hoa. Năm học trước đó, trường có 42,5% tổng số học sinh giỏi với 58 học sinh giỏi cấp quận, 8 học sinh giỏi cấp thành phố, trong đó có nhiều em đạt danh hiệu học sinh giỏi môn tiếng Trung và các giải thưởng văn nghệ khác.

## Hoạt động đáng chú ý khác
- Năm 2010, đoàn đại biểu Phòng nghiên cứu ứng dụng dạy học hệ thống Zongheng thuộc trường Đại học Hồng Kông do bà Lâm Tiểu Bình làm trưởng đoàn đã đến giao lưu, tìm hiểu về tình hình dạy và học tiếng Hoa tại Trường Trần Bội Cơ. Lâm Tiểu Bình đánh giá cao chất lượng giảng dạy tiếng Hoa cũng như khả năng tiếp thu kiến thức của học sinh Trường Trần Bội Cơ. Ban giám hiệu của trường này cũng đã bày tỏ nếu được sự chấp thuận của ngành giáo dục và trong thời điểm thuận lợi cho phép, trường sẽ tổ chức thí điểm ứng dụng bộ gõ Zongheng trong việc dạy và học tiếng Hoa tại đơn vị.[12]
- Năm 2018, nhân dịp lễ kỷ niệm 111 năm thành lập trường, câu lạc bộ cựu học sinh trường Trần Bội Cơ đã đến thăm 8 cựu học sinh cao tuổi cũng như trao tặng quà và trợ cấp cho họ.[13][14] Một năm sau, nhóm học sinh cũ của trường đến từ nhiều quốc gia đã về thăm và quyên góp tiền cho ủy ban nhà trường để đóng góp xây dựng trường cùng các hoạt động khuyến học.[15]
- Năm 2020, 4 tập thể và cá nhân trong đó có trường Trần Bội Cơ đã đạt giải thưởng về giáo dục của Chính phủ Việt Nam.[16]
- Năm 2021, Sở Văn hóa và Thể thao Thành phố Hồ Chí Minh đã phối hợp với Quận 5 nhằm tổ chức một cuộc khảo sát giá trị văn hóa lịch sử một số công trình trên địa bàn Quận 5, trong đó có trường Trần Bội Cơ.[17]
- Năm 2022, Liên đoàn Lao động Quận 5 đã tổ chức cuộc họp tổng kết công tác công đoàn trường học năm học 2021-2022, trong đó trường Trần Bội Cơ đã nhận được bằng khen của tổ chức này.[18] Cuối năm đó, trường tiếp tục tham gia một hội thảo tiếng Trung từ Nhóm Giáo dục của Văn phòng Kinh tế và Văn hóa Đài Bắc, quy tụ nhiều giáo viên đến từ nhiều trường đại học của Việt Nam và Đài Loan.[19]

## Sự việc liên quan
- Năm 2011, một gia đình đã tố cáo học sinh bị một giáo viên của trường Trần Bội Cơ đã bạo hành đến mức nhập viện.[20] Theo đó, vì bị cho là "hỗn láo" nên nam sinh lớp 7 này bị thầy giáo bạo hành giữa lớp học. Ngay sau sự việc, người thầy giáo này đã bị kiểm điểm.[21][22]